# Agostino Carlini
Agostino Carlini, italijanski kipar in slikar, akademik, *ok. 1718, Genova, † 1790, London.
Leta 1768 je postal ustanovitveni član Kraljeve akademije; med letoma 1783 in 1790 pa je bil varuh iste ustanove.
Njegov najbolj znan kip je Umirajoči Galec.